# Пёстроногий подкаменщик
Пёстроногий подкаменщик (лат. Cottus poecilopus) — вид лучепёрых рыб семейства рогатковых.

## Описание
Наибольшая длина тела 12 см, обычно 8—10 см, масса 25 г. Продолжительность жизни пять-шесть лет. Тело вытянутое, невысокое, достаточно толстое. Тело целиком голое, но на теле только ниже грудного плавника бывают шипики лопатообразной формы. Боковая линия неполная, доходит только до основания анального плавника и проходит заметно выше середины тела. На подбородке две поры. Окраска весьма изменчива. Общий фон головы и туловища серовато, оливково- или буровато-зеленоватый с мелкими тёмными пятнами, брюхо светлое, серое или беловатое. На боках четыре-пять достаточно крупных невнятных размытых буроватых пятен, одна из которых обычно у основания хвостового плавника. Плавники окрашены под общий фон тела. На плавниках, кроме анального, имеются мелкие пятнышки. По верхнему краю первого спинного плавника часто проходит желтоватая или оранжевая кайма, на брюшных плавниках 5—15 рядов точка-пятен, которые образуют поперечные тёмные полосы.

## Ареал
Широко распространён в пресноводных водоёмах Европы (бассейны Дуная, Днестра, Вислы, Одры, водоёмы бассейна Балтийского моря, некоторые озёра северных частей Германии и Польши) и Сибири (от Оби на восток до Лены).

## Биология
Пресноводная донная жила холодолюбивая рыба. Обитает в чистых, хорошо насыщенных кислородом горных участках рек и потоков. Обычно встречается выше 200 м над уровнем моря. Держится в одиночку в прибрежной зоне в местах с быстрым течением и каменистым или галечно-каменистым грунтом, где скрывается среди или под камнями, на глубинах до 0,5—3 м. Половой зрелости достигает в двухлетнем возрасте при длине и массе тела более 4,0 см и 2,0 г. Размножение с конца марта до начала мая, иногда ещё и в июне. Нерест одноразовый, происходит на мелководье с умеренным течением и каменистым грунтом. Самец «строит» гнездо в виде очищенной от грязи норки под камнями, где самки откладывают клейкую икру на потолок или боковые стенки, а самец активно её охраняет. Личинки выходят из икры спустя 13 суток после её оплодотворения. Питаются беспозвоночными донными животными.